# Lupercal
Lupercal era uma caverna localizada no sopé do monte Palatino, em Roma, em algum lugar entre o Templo de Magna Mater e a antiga basílica Sant'Anastasia al Palatino. Seu nome é uma referência ao termo latino "lupa", que significa "loba". Segundo a lenda da fundação de Roma, os irmãos Rômulo e Remo foram encontrados ali sendo amamentados por uma loba pelo pastor Fáustulo. Os lupercais (luperci), sacerdotes de Fauno, celebraram algumas cerimônias do festival da Lupercália na caverna dos primeiros anos da cidade até pelo menos 494.

## Descoberta moderna
Em janeiro de 2007, a arqueóloga italiana Irene Iacopi anunciou que a lendária caverna provavelmente havia sido descoberta abaixo dos restos da chamada "Casa de Lívia", no monte Palatino, parte da residência do imperador Augusto. Os arqueólogos encontravam uma cavidade a 15 metros de profundidade enquanto trabalhavam para restaurar a casa.
Em 20 de novembro do mesmo ano, a primeira sequência de fotos foi publicada, revelando a abóbada da gruta decorada por ricos mosaicos e conchas. O centro da cúpula apresenta uma representação de uma águia branca, o símbolo do Império Romano. As buscas pela entrada da gruta continuam.
Acredita-se que a localização abaixo da residência de Augusto seja importante, pois Otaviano, antes de se tornar o imperador Augusto, considerou tomar para si o nome de "Rômulo" para indicar seu plano de refundar Roma.

## Opiniões divergentes
Adriano La Regina, superintendente arqueológico de Roma entre 1976 e 2004 e professor de etruscologia na Universidade La Sapienza, Fausto Zevi, professor de arqueologia romana na Universidade La Sapienza e Henner von Hesberg, diretor do Instituto Arqueológico Alemão de Roma contestam a identificação da gruta como sendo o Lupercal com base em evidências topográficas e estilísticas e concluíram tratar-se de um ninfeu ou de um triclínio subterrâneo da época de Nero.
O atual consenso acadêmico é que a gruta não é o Lupercal e que a caverna ficava mais para o sudoeste, mais perto de Sant'Anastasia.